# Det Som Engang Var
Det Som Engang Var er et album med det norske black metal-band Burzum, som blev udgivet i august 1993. Det blev indspillet i 1992, og udgivet gennem Varg Vikernes eget pladeselsklab Cymophane. I 1994 blev albummet genudgivet af Misanthropy og i 2005 af Back on Black Records i LP-udgave.

## Numre
1. "Den onde kysten" – 2:20
2. "Key to the Gate" – 5:14
3. "En Ring til å herske" – 7:10
4. "Lost Wisdom" – 4:38
5. "Han som reiste" – 4:51
6. "Når himmelen klarner" – 3:50
7. "Snu mikrokosmos tegn" – 9:36
8. "Svarte troner" – 2:16